# Alfred Döblin
Alfred Bruno Döblin, nemški zdravnik in družbenokritični pisatelj, * 10. avgust 1878, Stettin, † 26. junij 1957, Emmendingen.

## Življenjska pot zdravnika in pisatelja
Alfred Döblin izvira iz meščanske judovske družine. Njegov oče Max Döblin je bil krojaški mojster. Mati, Frau Sophie, je bila rojena Freundenheim. Oče se je z bistveno mlajšo žensko izselil v Ameriko, Alfred in njegova mati pa sta se leta 1888 preselila v Berlin. Bodoči pisatelj je leta 1900 v Berlinu maturiral. Zelo zgodaj je mladega Döblina navdušil tehnični napredek, ki je zaznamoval življenje v velikih mestih. Po končanem študiju medicine in po napredovanju v doktorja medicine pri Albertu Hocheju je Döblin od leta 1905 do 1930 delal kot nevrolog v Regensburgu, Freiburgu im Breisgau in v Berlinu. Leta 1910 je začel sodelovati pri novo ustanovljeni ekspresionistični reviji Herwartha Waldna Der Sturm (Vihar). V tem obdobju so bili na literarnem in filozofskem področju njegovi vzorniki Heinrich von Kleist, Friedrich Hölderlin in Friedrich Wilhelm Nietzsche. Döblin je bil med prvimi pisatelji, ki so uporabljali radio kot medij. Leta 1912 se je poročil z Erno Reiss, z njo je imel štiri otroke. Med prvo svetovno vojno je delal kot vojaški zdravnik, v eni izmed vojnih bolnic v Elsassu. Med vojno je pričel s pisanjem romana Wallenstein. Naselil se je na okrožju Berlin-Lichtenberga, kjer je bil priča berlinskim marčnim bojem (Märzkämpfe), ki jih je kasneje tematiziral v svojem obsežnem romanu November 1918.
Med bivanjem v Berlinu je Döblin pisal številne članke za nemški dnevnik Prager Tagblatt. Pisal je o gledaliških igrah, o filmih ter o življenju na ulicah glavnega mesta. V literarni reviji Neue Rundschau, ki je bila ustanovljena leta 1890, je v letih 1919–1921 pod psevdonimom Linke Poot objavil veliko esejev, v katerih je glavni motiv vsakdanje življenje v Berlinu v času Weimarske republike. Nekaj takšnih osnutkov je Döblin uporabil tudi pri pisanju romana Berlin Alexanderplatz. V svojih političnih besedilih je nastopil kot pripadnik levice in kritik Socialdemokratske stranke Nemčije (SPD), ki je sodelovala s Hindenburgom. Njegovi romani so izšli pri založbi S. Fischer Verlag. Döblina je njegova politična zavzetost pripeljala do tega, da je postal soustanovitelj skupine levo usmerjenih pisateljev (Gruppe 1925).

## Življenje v izseljenstvu
Februarja leta 1933 je pred nacionalsocialisti najprej pobegnil v Zürich, nato v Pariz. Leta 1936 je dobil francosko državljanstvo. Döblin je ob izbruhu vojne leta 1939 pričel z delom na francoskem ministrstvu za propagando, kjer je skupaj z drugimi nemškimi izseljenci pisal letake. Junija 1940 je z ženo in s sodelavci z ministrstva pobegnil na jug Francije. Še istega leta je najprej odšel v Lizbono, nato pa se je izselil v ZDA, v Hollywood. Skupaj z Alfredom Polgarjem in Walterjem Mehringom, ki sta istočasno prišla v Ameriko, se je zaposlil pri ameriškem filmskem podjetju MGM (Metro-Goldwyn-Mayer), ki se ukvarja s produkcijo in distribucijo filmov. Za svoje delo pri Georgu Froeschelu je Döblin tedensko dobival 100 dolarjev. Sodeloval je pri nastanku dveh filmov, ki sta bila nagrajena z oskarjem: Mrs. Miniver (1942) in Random Harvest (1942). Scenarija teh filmov sta bila prevedena v angleški jezik.
Döblin je z družino v tujem okolju živel težko življenje. Delil je usodo z izseljenci, ki so bili zaradi kulturnih razlik izločeni iz družbe. Tudi kot uslužbenec pri Georgu Froeschelu Döblin ni našel pravega zadovoljstva, počutil se je manjvrednega. 30. novembra leta 1941 je skupaj z družino pristopil h katoliški cerkvi. Skupnost izseljencev tega ni odobravala.

## Vrnitev v Evropo
Bil je med prvimi pisatelji, ki so se iz izgnanstva vrnili v Evropo. 15. oktobra je šel v Pariz, novembra je pričel delati kot literarni inšpektor francoske vojaške uprave - njegov čin je bil polkovnik - najprej v Baden-Badnu in nato v Mainzu. Bil je tudi soustanovitelj literarnega združenja na akademiji znanosti in književnosti (Akademie der Wissenschaften und der Literatur) v Mainzu. Cenzuriral je rokopise in pripravljal literarno revijo, ki je izšla enkrat mesečno pod naslovom Das goldene Tor. Poleg tega pa je pisal tudi za časopis Neue Zeitung in za radio Südwestfunk. Okoli njega se je zbrala skupina pisateljev, med njimi je bil Günter Grass.
Döblin je bil vidno razočaran nad povojnim političnim stanjem, predvsem zaradi neuspeha revolucionarnega romana November 1918. Zaradi »socialističnega dogmatizma« je na akademiji znanosti in književnosti Nemške demokratične republike, odklonil stike z Johannesom R. Brecherjem. Po drugi strani pa je pisal prispevke za časopise iz NDR. Njegov roman Hamlet oder Die lange Nacht nimmt ein Ende (Hamlet ali Dolga noč gre h koncu) je na začetku lahko izhajal le v NDR. Leta 1953 je Döblin odšel ponovno v Francijo, kjer je ostal do leta 1956. Zaradi hitrega napredovanja Parkinsonove bolezni se je moral vedno pogosteje zdraviti v bolnišnicah in sanatorijih, med drugimi v Höchenschwandu in Buchenbachu na jugu Schwarzwalda kot tudi v Freiburgu v Breisgauu. Med svojim zadnjim zdravljenjem v bolnišnici v Emmendingenu, je 26. junija 1957 umrl. Pokopan je zraven svojega sina Wolfganga na pokopališču Friedhof von Housseras. Njegova žena Erna je 14. septembra 1957 v Parizu naredila samomor, pokopana je zraven moža in sina.
Potem ko je nemška armada vkorakala v Francijo in zasedla velik del države, je njegov drugi sin Wolfgang (Vincent), ki je bil matematik, leta 1940 v lotarinški vasi Housseras naredil samomor.

## Roman: »Berlin Alexanderplatz«
Najslavnejši je postal Döblinov roman Berlin Alexanderplatz iz leta 1929, ki v zgodovini književnosti slovi kot prvi in najpomembnejši nemški roman, v katerem se zgodba dogaja v velikem mestu in predstavlja mejnik v zgodovini modernega romana. Lepljenka (collage) in simultanost (hkratnost, istočasnost) sta tehniki, s katerima se je Döblin soočil že pri pisanju za revijo Der Sturm, kasneje ju je uporabil pri pisanju romana. Besedila, izrezana iz časopisov, iz zakonika, iz voznega reda in iz telefonskega imenika, besedila plakatov in reklama|reklam ter odlomke iz pogovorov, kakršne je vsak dan slišati v tramvaju, po vogalih in po krčmah, je »nalepil« v svoj roman. Vsi ti odlomki iz velemestne resničnosti so neke vrste dokumentacija o življenju v velemestu. Tehniki sta povezani s futurizmom, ki je nastal okoli leta 1910 v Italiji. Predstavniki te umetnostne smeri so bili Filippo Tommasso Marinetti in slikarji Umberto Boccioni, Luigi Russolo ter Carlo Carrà. Döblin je lepljenke in simultanost uporabil v noveli Ermordung einer Butterblume (Umor kalužnice), v romanu Berlin Alexanderplatz pa je njegova tehnika pisanja dosegla popolnost in dovršenost.
Leta 1968 je roman Berlin Alexanderplatz v slovenščino prevedla Rapa Šuklje. Katarina Bogataj je v uvodnem delu prevedenega romana Berlin Alexanderplatz (1968) napisala: »Döblinov Berlin je sezidan in brezštevilnih sestavnih delov. Nikjer se ne pokaže kot celovita sklenjena podoba, temveč v migetajočih drobcih kot slike v kalejdoskopu. Kaotičnost modernega sveta je postala tako nepregledna, da je mogoče ujeti samo še njene delce, ki kot množica čutnih vtisov zasipajo človeka.«
Po romanu Berlin Alexanderplatz je bilo posneto več filmov. Leta 1931 je Piel Jutzi posnel prvi film, Heinrich George je igral vlogo Franza Biberkopfa. 1980 je režiser Rainer Werner Fassbinder posnel nanizanko, vlogo Biberkopfa je prevzel Günter Lamprecht.

## Dela
• 1905 - Gedächtnisstörungen bei der Korsakoffschen Psychose, disertacija
•	1911 - Der Ritter Blaubart, novela

•	1913 - Die Ermordung einer Butterblume (Umor kalužnice), novele

•	1915 - Die drei Sprünge des Wang-lun (V Treh Wang-lunovih skokih), roman

•	1917 - Lydia und Mäxchen, Tiefe Verbeugung in einem Akt (Lidija in Maksi, Globok poklon v enem dejanju), nadrealistična enodejanka

•	1918 - Wadzeks Kampf mit der Dampfturbine (Wadzekov boj s parno turbino), roman

•	1919 - Der schwarze Vorhang (Črni zastor)

•	1920 - Wallenstein, roman

•	1924 - Die beiden Freundinnen und ihr Giftmord, novela

•	1924 - Berge, Meere und Giganten (Gore, morja in giganti), roman

•	1925 - Reise in Polen (Potovanje po Poljskem), poročilo

•	1927 - Manas, mitološki ep

•	1927 - Der Feldzeugmeister Cratz. Der Kaplan

•	1929 - Berlin Alexanderplatz (sl. 1956), roman

•	1929 - Das Ich über der Natur (Človekov Jaz nad naravo)

•	1930 - Das Wasser

•	1933 - Unser Dasein (Naše bivanje)

•	1934 - Babylonische Wanderung, roman

•	1935 - Pardon wird nicht gegeben (Brez prizanašanja), roman

•	1939 - Bürger und Soldaten 1918, roman

•	1949/1950 - November 1918, roman v štirih delih

•	1956 - Hamlet oder Die lange Nacht nimmt ein Ende (Hamlet ali Dolga noč gre h koncu)